# Liste der Autobahnen und Schnellstraßen im Kosovo
Das Autobahn- und Schnellstraßennetz im Kosovo zählt zu den jüngsten in Europa und befindet sich zurzeit im Aufbau. Aufgrund des Kosovokrieges und der nachfolgenden UNMIK-Verwaltung wurden wenig Geldmittel für den Erhalt und den Ausbau des Straßensystems im Kosovo investiert. Erst nach der Unabhängigkeit von Serbien hat die kosovarische Regierung konkrete Pläne für den Ausbau des Straßensystems entwickelt.

## Nummerierung

### Nationalstraßen

Beschilderung der M-25

Die kosovarischen Schnellstraßen bzw. autobahnähnliche Straßen werden mit dem Buchstaben M (für Magjistralja, zu deutsch Magistralstraße) gefolgt von einem Bindestrich und einer ein- oder zweistelligen Zahl nummeriert. Beispiele: M-9 oder M-25.
Bislang entspricht die Nummerierung der Nationalstraßen noch der serbischen bzw. der alten jugoslawischen Nummerierung. Aus diesem Grund ist die Nummernvergabe innerhalb des Kosovo sehr inkonsistent mit großen Sprüngen zwischen den Nummern. Es ist bis jetzt nicht absehbar, ob diese Nummerierung reformiert wird.

### Autobahnen

Beschilderung der R 7

Die in Bau oder in Planung befindlichen neuen Autobahnen werden mit dem Buchstaben R (für Route) gefolgt von einem Leerzeichen und einer einstelligen Zahl nummeriert. Beispiel: R 7. Die Langform, also z. B. Route 7, ist ebenfalls gebräuchlich.

## Beschilderung
Die Nationalstraßen werden mit blauen Tafeln beschildert, die Autobahnen mit grünen Tafeln. Es sind aber sehr häufig noch serbische, gelbe Tafeln anzutreffen, besonders auf noch nicht ausgebauten Straßenabschnitten und speziell im Norden des Landes.

## Maut
Bis zur vollständigen Fertigstellung der Autobahn soll zunächst keine Maut erhoben werden. Die Ausfahrten sind aber bereits so gebaut worden, dass ein geschlossenes, streckenabhängiges Mautsystem errichtet werden kann.

## Liste der Autobahnen
| Nr. / Zeichen                  | Europastraße(n)  | Von (Nord bzw. West) | Bis (Süd bzw. Ost)            | Via                                      | Länge         | Baustatus           |
| ------------------------------ | ---------------- | -------------------- | ----------------------------- | ---------------------------------------- | ------------- | ------------------- |
| R6                             | E65 · E851       | Pristina             | Han i Elezit / Nordmazedonien | Ferizaj – Kaçanik                        | 60 km         | in Betrieb          |
| R6b                            | E851 · E80       | Zahaq                | Kijeva                        | Klina                                    | 32 km         | in Bau / in Planung |
| R7                             | E65 · E80 · E851 | Vërmica / Albanien   | Merdare / Serbien             | Prizren – Suhareka - Pristina – Podujeva | 134 km        | in Betrieb / im Bau |
| R7.1                           | E851 · E65       | Pristina             | Konculj / Gjilan Serbien      | Gjilan                                   | 47,1 km       | im Bau / in Planung |
| Autostrada Prizren–Tetovo      |                  | Prizren              | Nordmazedonien                |                                          | 35 km         | in Planung          |
| Autostrada Peja–Prizren        |                  | Peja / Montenegro    | Prizren                       | Gjakova                                  | 65 km         | in Planung          |
| Autostrada Prishtinë-Mitrovicë | E65 · E80        | Pristina             | Mitrovica                     | Vushtrria                                | 40 km (circa) | im Bau / in Planung |

## Liste der Schnellstraßen
| Nr. / Zeichen | Europastraße(n) | Von (Nord bzw. West) | Bis (Süd bzw. Ost) | Via                        | Länge     |
| ------------- | --------------- | -------------------- | ------------------ | -------------------------- | --------- |
| M2            | E65 · E80       | Mitrovica            | Konjuh             | Vushtrria – Pristina       | ca. 45 km |
| M9 · R7       |                 | Peja                 | Pristina           | Klina – Flughafen Pristina | ca. 80 km |
| M25           | E80             | Podujeva / Serbien   | Pristina           |                            | ca. 38 km |